# Wish (Manga)
Wish ist ein Manga der Mangaka Miku Nekoi, die der japanischen Zeichnergruppe CLAMP angehört. Diese Serie ist dem Genre der Shōjomangas zuzuordnen. 

## Handlung
Der junge, melancholische Chirurg Shuichiro trifft auf seinem Heimweg auf eine kleine Gestalt, die von einer Krähe angefallen wird. Nachdem er den Vogel verscheucht hat, entpuppt sich das kleine Wesen als ein Engelchen mit dem Namen Kohaku. Da es ihm ihr Leben verdankt, verspricht Kohaku dem Arzt einen freien Wunsch. Da Shuichiro allerdings nicht an einem freien Wunsch interessiert ist, begleitet ihn das himmlische Wesen in seine Wohnung, um ihm im Alltag behilflich zu sein.
Der eigentliche Grund, warum Kohaku auf der Erde erschien, ist das merkwürdige Verschwinden Hisuis, des Hauptengels der Winde, das der kleine Engel aufklären will. Im Falle ihres Versagens droht dem Windengel der ewige Ausschluss aus dem Himmel. Ihr Vorhaben wird regelmäßig von dem kleinen Dämon Koryu gestört.

## Veröffentlichungen
In Japan erschien der Manga zum ersten Mal in der Juniausgabe des Comicmagazins Monthly Asuka Mystery DX im Jahre 1996. Von 1996 bis 1997 wurde der abgeschlossene Manga in vier Bänden im  Kōdansha-Verlag veröffentlicht. In Amerika erschien Wish zum ersten Mal im Jahr 1997 im Verlag Tokyopop. Von Amerika wurde der Manga nach Australien importiert. In Deutschland wurde die Serie erstmals von 1999 bis 2000 im Carlsen Verlag veröffentlicht. Es existieren außerdem Übersetzungen ins Französische, Spanische und Polnische. 
In Japan erschien eine Wish-Geschenkbox, die einige Merchandiseartikel beinhaltete. Dabei war auch ein kurzes Musikvideo zu dem Manga. Es existiert ein eigenes Artbook zu dieser Serie. Einzelne Kunstwerke sind auch in allgemeinen CLAMP-Artbooks zu finden.